# Astroinformatyka
Astroinformatyka – interdyscyplinarna dziedzina nauki, będąca połączeniem astronomii z informatyką oraz technologiami komunikacyjnymi.
Astroinformatyka polega na wykorzystaniu nowoczesnych technologii w celu zachowania i analizy historycznych obserwacji astronomicznych. Ma na celu również zapisanie cyfrowo historycznych oraz najnowszych obserwacji astronomicznych i obrazów w dużej bazie danych dla efektywniejszego wyszukiwania materiałów poprzez ogólnodostępny interfejs.